# مملكة بوسبوران

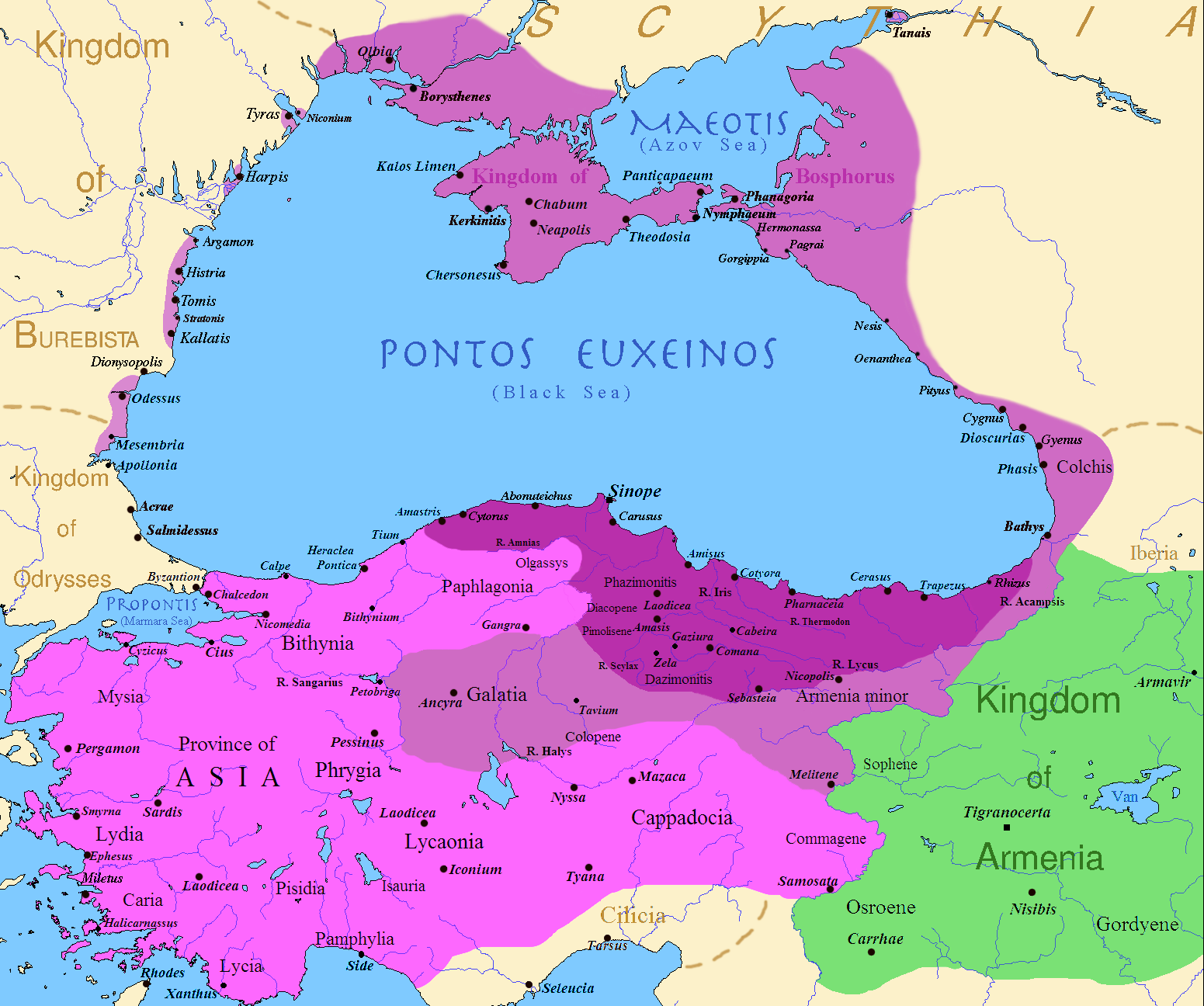

مملكة بوسبوران أو مملكة البوسفور (المسماة أيضاً مملكة البوسفور السيميرية، إنجليزي:Kingdom of the Cimmerian Bosporus) هي دولة قديمة، تقع في شرق شبه جزيرة القرم وشبه جزيرة تامان على سواحل مضيق كيرش.
مملكة البوسفور هي أطول الممالك التابعة لروما. وقد أصبحت إقليماً رومانياً من عام 63 م إلى عام 68 م في فترة حكم الإمبراطور نيرون. وقد شهد القرن الأول والثاني ق م، عصراً ذهبياً متجدداً للدولة البوسفورية. ففي نهاية القرن الثاني، قام الملك ساوروماتيس الثاني بتحقيق هزيمة حاسمة على الصقوثيين ليضم كل أراضي القرم لبنية دولته.
وقد كان أساس الازدهار للمملكة البوسفورية هي تصدير القمح والسمك والعبيد. وقد وفرت هذه الأرباح التجارية الحياة الرغيدة لطبقة اجتماعية ما زالت تتكشف ثرواتها الكثيرة من المكتشفات الأركيولوجية الحديثة المنقّب عنها، بشكل غير قانوني في أغلب الأحيان، من العديد من المدافن والمقابر التي تسمى المقابر الكرغية. وقد خلّفت المدن البوسفورية التي كانت مزدهرة في يوم من الأيام، الكثير من الأطلال العمرانية والآثار المنحوتة، بينما تستمر المقابر الكرغية في إخراج النفائس الإغريقية السارماتية، والتي يعتبر من أفضل أمثلتها هي تلك القطع التي حفظت في متحف الإرميتاج في مدينة سانت بطرسبرغ الروسية. وتشمل هذه القطع المشغولات الذهبية ن والفخاريات المستوردة من أثينا، والطوب المحروق، وقطع القماش ومصنوعات النجارة وفنون النحت والتطعيم.
وقد امتلأت هذه المنطقة بالمستعمرات اليونانية منذ أن بدأ الميليتيين بالهجرة إليها منذ القرن السابع والسادس قبل الميلاد. وكانت هذه المستعمرات تابعة لمدنها الأصلية وترتبط بها اقتصاديا وتجارياً.